# باشگاه فوتبال بلاو-وایس لینتس
باشگاه فوتبال بلاو-وایس لینز (انگلیسی: FC Blau-Weiß Linz) یک باشگاه فوتبال اتریشی است که در حال حاضر در بوندس‌لیگا اتریش، بالاترین سطح فوتبال در این کشور به فعالیت می‌پردازد.
این باشگاه پس از قهرمانی در فصل ۲۰۲۳-۲۰۲۲ در مسابقات بوندس‌لیگا ۲، توانست به بوندس‌لیگا ۱ صعود کند.
این باشگاه در  ۲ ژوئیه ۱۹۹۷، تاسیس گردیده و در لینتس، اتریش واقع شده‌است.